# Układ krwionośny człowieka

Układ krwionośny człowieka

Układ krwionośny człowieka (łac. sistema sanguiferum hominis) – układ zamknięty, w którym krew krąży w systemie naczyń krwionośnych, a serce jest pompą wymuszającą nieustanny obieg krwi. Układ ten wraz z układem limfatycznym (łac. sistema lyphaticum) tworzą układ krążenia (łac. sistema circulatorium).
Naczynia krwionośne (łac. vasa) można podzielić na:
- żyły (łac. venae),
- tętnice (łac. arteriae),
- włosowate naczynia krwionośne.

Krew wypływa z serca tętnicami, a wraca żyłami. Im dalej od serca tym ciśnienie krwi jest mniejsze, a w żyłach jest nawet bliskie zeru.
Ciśnienie wytwarzane przez pulsowanie serca nie wystarcza do przepchnięcia krwi przez cały krwiobieg z powrotem do serca, zwłaszcza wtedy, gdy krew musi przebywać drogę w górę. W trakcie przemieszczania się krwi serce wspomaga pulsowanie tętnic, wyposażonych we własną mięśniówkę. Cofaniu się krwi zapobiegają natomiast znajdujące się w żyłach zastawki.
Serce ma własny system dostarczania niezbędnych substancji, tzw. naczynia wieńcowe.

## Krwiobieg duży
Krew (bogata w tlen) wypływa z lewej komory serca przez zastawkę aorty do głównej tętnicy ciała, aorty, rozgałęzia się na mniejsze tętnice, dalej na tętniczki, a następnie przechodzi przez sieć naczyń włosowatych (tzw. kapilarnych) we wszystkich narządach ciała. Naczynia włosowate przechodzą w drobne żyłki, które przechodzą w większe żyły, a następnie w żyłę główną górną i dolną. Krew powracająca żyłami jest odtlenowana (uboga w tlen) i przechodzi do prawego przedsionka serca, po czym przez zastawkę trójdzielną wpływa do prawej komory.

## Krwiobieg mały
Odtlenowana krew wypompowywana jest z prawej komory serca przez zastawkę pnia płucnego do pnia płucnego, który rozgałęzia się na dwie tętnice płucne: lewą i prawą. Te w płucach rozgałęziają się na sieć naczyń włosowatych oplatających pęcherzyki płucne, tam dochodzi do wymiany gazowej. Utlenowana krew powraca żyłami płucnymi (to jedyne żyły, którymi płynie utlenowana krew, nie licząc krwiobiegu płodowego, gdzie w połączeniu łożysko-płód także obecne są żyły transportujące tlen do organizmu płodowego) do lewego przedsionka serca, a tam przez zastawkę dwudzielną (mitralną) krew wpływa do lewej komory serca.

## Układ wrotny wątroby
Układ składa się z żyły wrotnej, a ona z żył krezkowej górnej (jest to tak zwany układ wrotny żylno-żylny) i śledzionowej (do której dochodzi żyła krezkowa dolna). Zadaniem tego układu jest przekazanie do wątroby pobranych przez układ pokarmowy substancji (od substancji odżywczych po toksyny).

## Krążenie płodowe

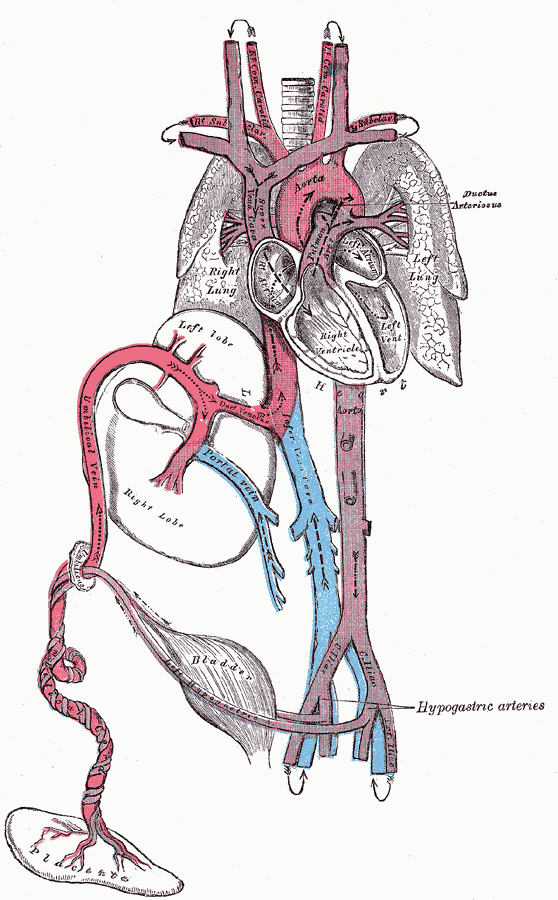
Schemat układu krwionośnego płodu.

O krążeniu płodowym mówi się podczas rozwoju płodu w łonie matki, gdy nie jest ono zdolne do wymiany gazowej poprzez swoje płuca, a produkty metabolizmu muszą być dostarczane bezpośrednio z organizmu matki.
Krew dwoma tętnicami pępkowymi przechodzi z płodu do łożyska. Tam zostaje natlenowana i uzupełniona w produkty metabolizmu. Jednocześnie oddaje zbędne substancje przemiany materii. Następnie krew jedną żyłą pępkową wraca do płodu i przechodzi przez pierścień pępkowy płodu i dąży ku wątrobie, gdzie łączy się z lewą odnogą żyły wrotnej wątroby. Rozchodzi się na dwa strumienie:
- przewód żylny
- sieć naczyń zatokowych wątroby

Oba schodzą się w żyłę główną dolną, która biegnie do prawego przedsionka serca. Do prawego przedsionka wpada również krew z żyły głównej górnej (krew z kończyn górnych, szyi, głowy) i zatoki wieńcowej (unaczynienie serca). Wymieszana krew prawego przedsionka obiera dwie następujące drogi:
- Przez otwór owalny – większa część wymieszanej krwi prawego przedsionka przechodzi przez otwór owalny do lewego przedsionka, miesza się z krwią żylną dopływającą żyłami płucnymi z płuc i przez skurcz tego przedsionka dostaje się do lewej komory. Jej skurcz powoduje wyrzut krwi przez tętnicę główną (aortę) na krwiobieg wielki.
- Przez ujście przedsionkowo-komorowe prawe – mniejsza część krwi przedsionka prawego dostaje się do komory prawej, której skurcz powoduje wyrzut krwi pniem płucnym, przez tętnice płucne do płuc. Płuca płodu nie wykonują pracy służącej wymianie gazowej, która zaczyna się dopiero po porodzie. Stąd w przypadku ukrwienia płuc mowa tylko o unaczynieniu odżywczym narządu. Od pnia płucnego odchodzi także przewód tętniczy (przewód Botalla, który zarasta po urodzeniu się dziecka), który uchodzi do wklęsłej części aorty. Krew pochodząca z prawej komory jest słabiej natlenowana, co w konsekwencji kierowania jej pniem płucnym, następnie przewodem tętniczym do aorty sprawia, iż części ciała, które zaopatrywane są przez odnogi aorty odchodzące od niej poniżej ujścia przewodu tętniczego, są słabiej ukrwione i mniej rozwinięte. Tułów i kończyny dolne są słabiej rozwinięte od kończyn górnych i głowy.

Krew z krążenia wielkiego wraca poprzez tętnice biodrowe wspólne, tętnicami biodrowymi wewnętrznymi, tętnicami pępkowymi do łożyska.

## Funkcje
- transport:
  - gazów oddechowych,
  - substancji odżywczych,
  - zbędnych produktów przemiany materii,
  - hormonów,
- pełni rolę odpornościową,
- utrzymanie stałej temperatury ciała,
- uczestniczy w utrzymaniu stałego pH = 7,35–7,45.

## Choroby układu krwionośnego
Przykładami chorób układu krwionośnego są:
- tętniak i żylak,
- miażdżyca,
- żylna choroba zakrzepowo-zatorowa,
- zakrzepowo-zarostowe zapalenie naczyń,
- choroba Takayasu,
- choroba Kawasakiego,
- choroba Raynauda.

## Historia
Krążenie krwi odkrył William Harvey. Rola serca w krążeniu krwi nie była rozpoznana aż do opublikowania pracy Harveya w 1628 roku. Metodą eksperymentalną, Harvey ustalił to, co obecnie wiadomo o krążeniu krwi. Typowe jego doświadczenie polegało na zakładaniu opaski uciskowej na ramię i kiedy żyły nabrzmiały, naciskał je, w celu przekonania się, w którym kierunku płynie krew. W ten sposób odkrył, że krew w żyłach zawsze płynie w kierunku serca.